# Ampie strutture anulari di Callisto
Segue una lista delle ampie strutture anulari presenti sulla superficie di Callisto. La nomenclatura di Callisto è regolata dall'Unione Astronomica Internazionale; la lista contiene solo formazioni esogeologiche ufficialmente riconosciute da tale istituzione.
Tali strutture di Callisto portano i nomi di luoghi legati ai miti delle popolazioni nordiche.

## Prospetto
| Struttura | Eponimo | Latitudine | Longitudine | Diametro |
| --------- | --- | ---------- | ----------- | -------- |
| Adlinda   | Adlinda - Profondità oceaniche dove, secondo la tradizione mitologica degli Inuit, sono imprigionate le anime dei defunti. | 48,5° S    | 35,6° W     | 840 km   |
| Asgard    | Ásgarðr - La residenza degli Asi nella mitologia norrena.                                                                  | 32,2° N    | 139,9° W    | 1400 km  |
| Utgard    | Útgarðr - La dimora dei giganti di brina nella mitologia norrena.                                                          | 45° N      | 134° W      | 610 km   |
| Valhalla  | Valhalla - Residenza dei morti in battaglia nella mitologia norrena.                                                       | 14,7° N    | 56° W       | 3000 km  |